# Hydrocynus vittatus
Cá hổ châu Phi (Danh pháp khoa học: Hydrocynus vittatus) hay còn gọi là tiervis hoặc là ngwesh là một loài cá săn mồi nước ngọt trong chi cá hổ (Hydrocynus) phân bố ở châu Phi. Loài cá này thường thường là chỉ ăn cá, chúng được gọi là động vật ăn cá (piscivore) nhưng cũng có thể quẫy vồ bắt loài nhạn bụng trắng (Hirundo rustica) khi chúng đang bay. Cũng như các loài cá hổ, cá hổ châu Phi có hàm răng lởm chởm, chúng là một trong những quái vật ăn thịt hung hãn trong các dòng sông ở châu Phi. Với thân hình như một quả tên lửa, hàm răng sắc nhọn, khả năng săn mồi của chúng ấn tượng.
Khi nuôi nhốt trong bể cá cảnh, chúng thích một bể cá rậm rạp, um tùm với rễ cây, gỗ lũa, cây thủy sinh để chúng lẩn trốn. Chúng khá hung hãn với các loài cá khác nhỏ hơn, nên hạn chế thả cùng loại trong bể cá và thả cùng những loại cá cảnh có cùng kích thước để đảm bảo sự cân bằng và tránh xung đột. Loài cá hổ này rất hiếu động, do đó khi bị giật mình, chúng có thể gây tổn hại tới các loại cá khác trong bể cá. Chúng thích ăn những loại thực phẩm tươi sống, nhưng có thể chúng ăn các loại thực phẩm đông lạnh, thức ăn viên. Kích thước được ưa chuộng của chúng trong các bể cá thường là 10 tới 12 cm.